# Pselaphelia noellae
Pselaphelia noellae is een vlinder uit de onderfamilie Saturniinae van de familie nachtpauwogen (Saturniidae). De wetenschappelijke naam van de soort is voor het eerst geldig gepubliceerd door Thierry Bouyer in 2008.

## Type
- holotype: "male. 18-X/15-XI.2003. leg. Th. Bouyer"
- instituut: Collectie Thierry Bouyer, in België
- typelocatie: "Democratic Republic of Congo, Katanga, Lukafu"